# Apeles Porto-Alegre
Apeles José Gomes Porto-Alegre (Rio Grande, 24 de outubro de 1850 — Porto Alegre, 6 de julho de 1917) foi um educador, escritor e jornalista brasileiro.
Era filho de Antônio José Gomes Porto-Alegre, inspetor da alfândega de Rio Grande, e de Joaquina Delfino da Costa Campelo Porto-Alegre.
Em sua família, o interesse pela literatura também se manifestou em seus dois irmãos: Apolinário Porto-Alegre e Aquiles Porto-Alegre.
Realizou seu estudos preparatórios no Colégio Gomes. Aos 26 anos abre sua própria escola, o Collegio Rio-Grandense.
Em 1880 comprou uma tipografia e iniciou a publicação do jornal A Imprensa, jornal republicano, fechado depois de dois anos. Em 1890 foi nomeado diretor de instrução pública e da Escola Normal. Filiou-se ao Partido Federalista do Rio Grande do Sul e foi redator de A Reforma.
Colaborou com o jornal literário Álbum do Domingo. Foi membro fundador da Academia Rio-Grandense de Letras e da Sociedade Partenon Literário, da qual colaborou em todos os número de sua revista literária.